# گامسهورشت
گامسهورشت (به آلمانی: Gamshurst) یک منطقهٔ مسکونی در آلمان است که در آخرن واقع شده‌است. گامسهورشت ۱٬۷۱۸ نفر جمعیت دارد.